# Seznam skladateljev po narodnosti
Seznam skladateljev po narodnosti je krovni seznam.

## A
- Seznam albanskih skladateljev
- Seznam alžirskih skladateljev
- Seznam ameriških skladateljev
- Seznam angleških skladateljev
- Seznam arabskih skladateljev
- Seznam argentinskih skladateljev
- Seznam armenskih skladateljev
- Seznam avstralskih skladateljev
- Seznam avstrijskih skladateljev

## B
- Seznam bengalskih skladateljev
- Seznam belgijskih skladateljev
- Seznam beloruskih skladateljev
- Seznam bolgarskih skladateljev
- Seznam bosanskohercegovskih skladateljev / seznam bosanskih skladateljev
- Seznam brazilskih skladateljev
- Seznam britanskih skladateljev

## Č
- Seznam čeških skladateljev
- Seznam čilenskih skladateljev
- Seznam črnogorskih skladateljev
- Seznam čuvaških skladateljev

## D
- Seznam danskih skladateljev

## E
- Seznam egipčanskih skladateljev
- Seznam estonskih skladateljev

## F
- Seznam finskih skladateljev
- Seznam francoskih skladateljev

## G
- Seznam grških skladateljev
- Seznam gruzinskih skladateljev
- Seznam gvatemalskih skladateljev

## H
- Seznam haitskih skladateljev
- Seznam hrvaških skladateljev

## I
- Seznam indijskih skladateljev
- Seznam iranskih skladateljev
- Seznam iraških skladateljev
- Seznam irskih skladateljev
- Seznam islandskih skladateljev
- Seznam italijanskih skladateljev
- Seznam izraelskih skladateljev

## J
- Seznam japonskih skladateljev
- Seznam judovskih skladateljev
- Seznam južnoafriških skladateljev

## K
- Seznam kanadskih skladateljev
- Seznam kenijskih skladateljev
- Seznam kirgiþkih skladateljev
- Seznam kitajskih skladateljev
- Seznam kolumbijskih skladateljev
- Seznam kubanskih skladateljev

## L
- Seznam latvijskih skladateljev
- Seznam libanonskih skladateljev
- Seznam litovskih skladateljev

## M
- Seznam madžarskih skladateljev
- Seznam makedonskih skladateljev
- Seznam malgaških skladateljev
- Seznam maroških skladateljev
- Seznam mehiških skladateljev

## N
- Seznam nemških skladateljev
- Seznam nigerijskih skladateljev
- Seznam nikaragvanskih skladateljev
- Seznam nizozemskih skladateljev
- Seznam norveških skladateljev
- Seznam novozelandskih skladateljev

## P
- Seznam palestinskih skladateljev
- Seznam paragvajskih skladateljev
- Seznam perujskih skladateljev
- Seznam perzijskih skladateljev
- Seznam poljskih skladateljev
- Seznam portugalskih skladateljev

## R
- Seznam rimskih skladateljev
- Seznam romunskih skladateljev
- Seznam ruskih skladateljev

## S
- Seznam senegalskih skladateljev
- Seznam slovaških skladateljev
- Seznam slovenskih skladateljev
- Seznam srbskih skladateljev

## Š
- Seznam škotskih skladateljev
- Seznam španskih skladateljev
- Seznam švedskih skladateljev
- Seznam švicarskih skladateljev

## T
- Seznam trinidadskih skladateljev
- Seznam turških skladateljev

## U
- Seznam ukrajinskih skladateljev
- Seznam urugvajskih skladateljev
- Seznam uzbekistanskih skladateljev

## V
- Seznam valižanskih skladateljev
- Seznam venezuelskih skladateljev